# SN 2006fk
SN 2006fk – supernowa typu Ia odkryta 11 września 2006 roku w galaktyce A220101+0042. W momencie odkrycia miała maksymalną jasność 21,30m.